# Аргентинська геморагічна гарячка
Аргентинська геморагічна гарячка (англ. Argentine hemorrhagic fever, також відома як геморагічна гарячка Хунін, хвороба О'Ґіґґінса, ісп. mal de los rastrojos, лат. Febris haemorrhagica argentinica) — гостра вірусна хвороба з групи геморагічних гарячок, яка належить до зоонозів із природною осередковістю. Спалахи там спостерігаються щорічно, число хворих коливається від 100 до 3500 осіб. Характеризується гарячкою, висипом, ДВЗ-синдромом. Летальність досягає 15 %. Збудника хвороби занесено до переліку біологічних агентів, які офіційно визнано чинниками біологічної зброї.

## Історичні відомості
Про захворювання вперше було повідомлено в місті О'Ґіґґінс провінції Буенос-Айрес (Аргентина) в 1958 році, через що воно отримало назву по місту.

## Етіологія

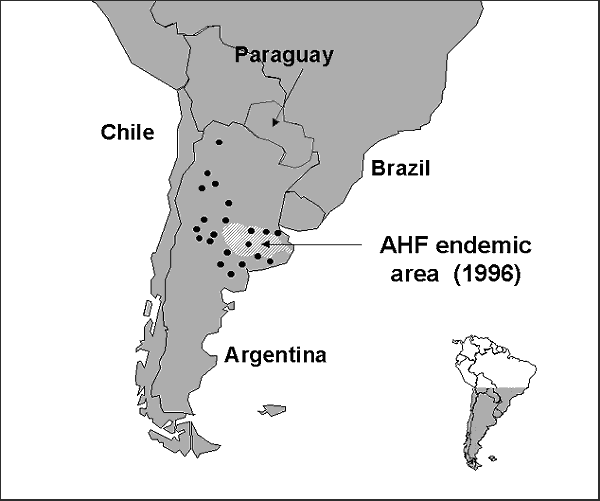
Мапа природного осередку аргентинської геморагчної гарячки

Збудник — вірус Хунін (за назвою міста, де зареєстровані перші випадки хвороби) належить до аренавірусів, до яких також належать збудники гарячки Ласса і болівійської геморагічної гарячки. Вірус патогенний для новонароджених білих мишей і хом'яків. Культивують на курячих ембріонах і в культурі перещеплюваних клітин. Легко інактивується детергентами і жиророзчинниками (етиловий етер, хлороформ, дезоксихолат натрію), ультрафіолетовим і γ-опроміненням, зміною pH (менше ніж 5,5 і більше ніж 8,5), високими температурами. Добре зберігається в замороженому (температура -70 ° С) і в ліофілізированому стані.

## Епідеміологічні особливості
Резервуаром і джерелом інфекції є гризуни Calomys laucha (Small vesper mouse), Calomys musculinus (Drylands vesper mouse). Віруси виділялися також від гамазових кліщів. Захворюваність характеризується сезонністю — з лютого по червень, пік захворюваності в травні. Хворіють переважно сільські жителі. Зараження відбувається повітряно-пиловим шляхом, коли вдихається пил, інфікований гризунами. Зараження може наступити і через харчові продукти, інфіковані сечею гризунів.

## Патогенез
Вивчений недостатньо. Воротами інфекції є слизові оболонки респіраторних органів і шлунково-кишкового тракту, можливе інфікування через мікротравми шкіри. На місці воріт інфекції первинного афекту не спостерігається. Характерна дисемінація вірусу, ураження ряду органів і систем. Велику роль у патогенезі грає розвиток ДВЗ-синдрому.

## Клінічні ознаки
Інкубаційний період триває від 7 до 16 днів. Захворювання починається поступово. Підвищується температура тіла, іноді з ознобом, з'являється слабкість, головний біль, біль у м'язах, нудота, блювання, анорексія. Гарячка наростає і досягає 39 — 40°С. Виявляється гіперемія обличчя, шиї, ін'єкція судин склер. Може бути невелике збільшення лімфатичних вузлів. На 3-5-й день хвороби стан хворого погіршується, з'являються ознаки зневоднення, артеріальний тиск падає нижче 100 мм рт. ст. З'являється олігурія. При тяжчому перебігу розвиваються виражені прояви ДВЗ-синдрому: гематемезис (кривава блювота), випорожнення, які містять кров (мелена), кровоточивість ясен, носові кровотечі, гематурія. Можливі зміни нервової системи: збудження, делірій, ступор. На 7 — 10-й день може розвинутися шок, шлунково-кишкова кровотеча. У летальних випадках причиною смерті зазвичай є набряк легень.

## Діагностика
При встановленні діагнозу враховують епідеміологічні дані (перебування в ендемічної місцевості, спалахи захворюваності тощо) і характерну клінічну симптоматику. У клінічному аналізі крові виражена тромбоцитопенія, лейкопенія; у клінічному аналізі сечі — протеїнурія.
Робота по специфічній розшифровці діагнозу може проводитися лише в лабораторіях, спеціально обладнаних для роботи з небезпечними вірусами. Слід враховувати, що антитіла класу IgM з'являються не раніше 10-20 дня від початку хвороби.

## Лікування
За рекомендацією ВООЗ рекомендується рибавірин в/в 2 г (30 мг/кг) перша доза, потім 1 г (15 мг/кг) кожні 6 годин 4 дні, потім 0,5 г (7,5 мг/кг) кожні 8 годин ще 6 днів, який загалом знижує тяжкість перебігу і летальність. Як специфічний терапевтичний захід іноді використовували введення 250—500 мл плазми крові тих осіб, які видужали. Але застосування плазми обмежено 1-м тижнем хвороби, при введенні у пізніші терміни стан хворих може тільки поніршуватися. Останнього часу переважають думки, що за наявності рибавірину введення плазми тих осіб, які видужали від аргентинської геморагічної гарячки, не є доцільним.

## Профілактика
Неспецифічна профілактика включає боротьбу з домашніми гризунами (використання пасток, отруєних приманок). Як специфічна профілактика застосовується жива вакцина з атенуїрованого штаму вірусу Хунін. Ця вакцина також показала перехресну реакцію проти вірусу Мачупо і, зрештою, розглядається як потенційний засіб профілактики болівійської геморагічної гарячки.